# Sam Childers

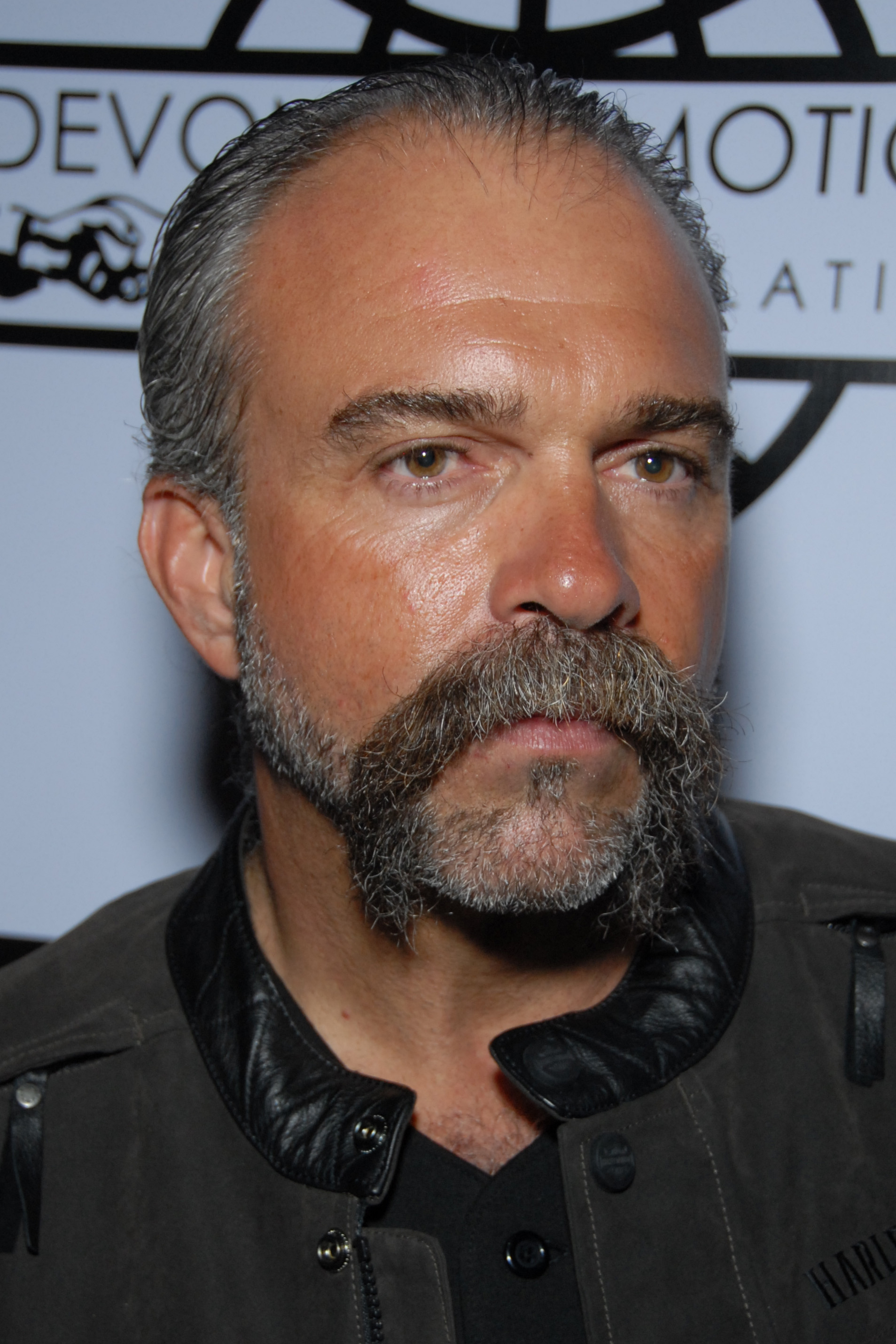
Childers bei einer Autogrammstunde (2009)

Sam Childers (* 1962 in Grand Forks, North Dakota) ist ein ehemaliges US-amerikanisches Outlaw-Motorcycle-Gangmitglied, das sich heute für Waisenkinder im Südsudan engagiert. Er und seine Frau gründeten in Nimule das Kinderdorf Angels of East Africa (englisch für ‚Engel von Ostafrika‘), wo mehr als 300 Kinder versorgt werden. Das Dorf nimmt Kinder aus den Kampfzonen im Südsudan auf.

## Leben
Sam Childers wurde 1962 in Grand Forks, North Dakota, als Sohn eines Stahlarbeiters und Ex-Marines geboren. Er hat zwei ältere Brüder. Eine Schwester verstarb mit einem Jahr an einem Herzfehler. Seine Eltern zogen berufsbedingt häufig um.
Im Frühling 1974 zog seine Familie nach Grand Rapids, Minnesota. Dort besuchte der zwölfjährige Childers die örtliche Middle School und kam in den folgenden zwei Jahren erstmals mit Zigaretten, Alkohol, Marihuana und Heroin in Kontakt. In diesen jungen Jahren begann auch sein Interesse an Motorrädern und der Rocker-Subkultur, der er bis 1992 als Mitglied des Motorradclubs Highwaymen Motorcycle Club angehörte. Sein Lebensstil führte zu einer langen Drogenabhängigkeit und einem kriminellen Leben. So war er als Drogendealer und auch als Shotgunner, eine Art Leibwächter für Drogendealer, tätig.

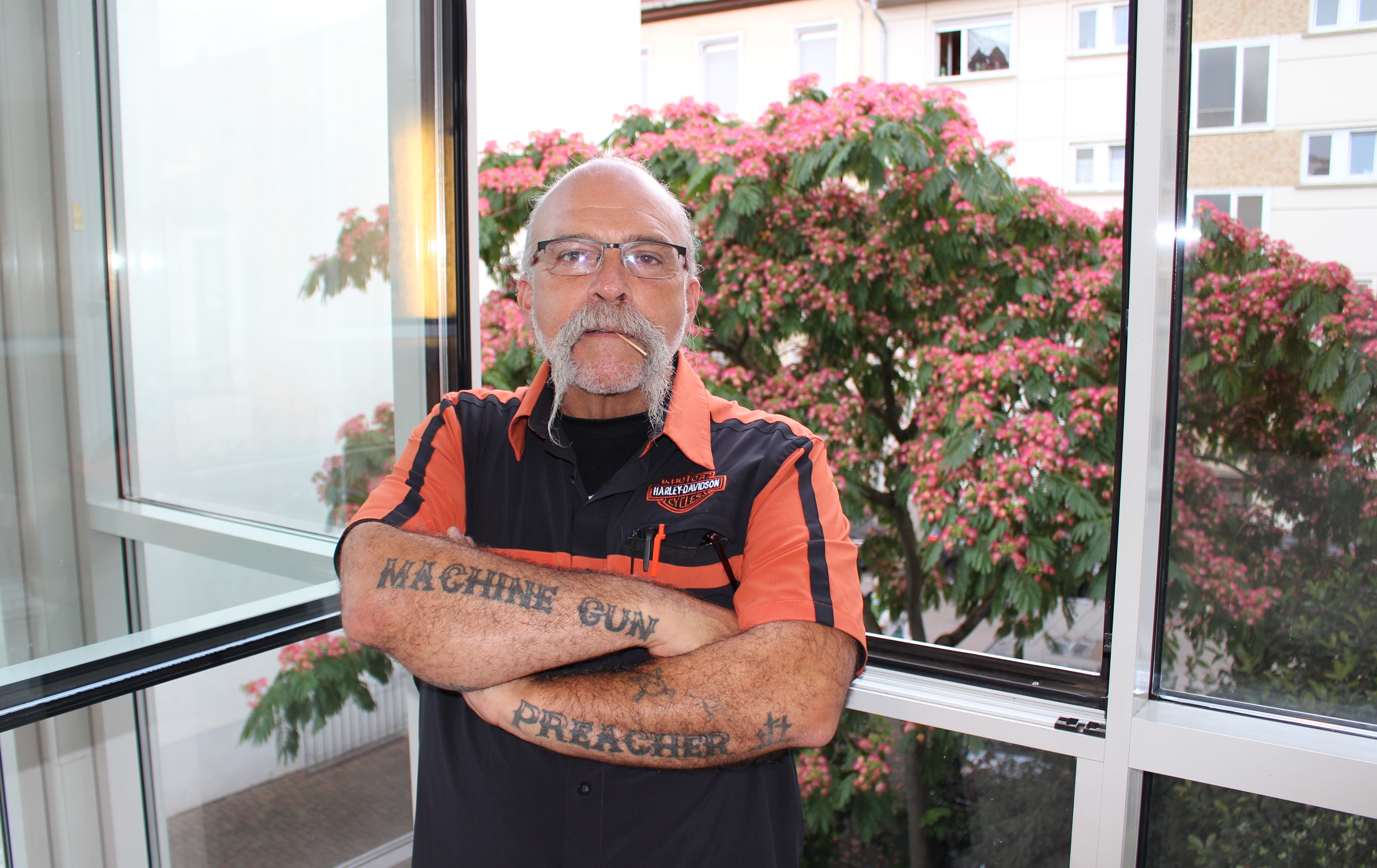
Prediger Sam Childers bei einem Vortrag in Worms (Juli 2024)

Im Sommer 1992 wandte sich Childers bei einer Massenevangelisation der Assemblies of God dem christlichen Glauben zu und machte sich als Bauhandwerker selbstständig. Durch ein Hilfsprojekt für den Bau von Schulen in Afrika besuchte Childers 1998 zum ersten Mal den Sudan. Weitere Reisen folgten. Dort sah er vor Ort die Taten der Lord’s Resistance Army (LRA), die einen bleibenden, erschreckenden Eindruck bei ihm hinterließen.
Unter anderem musste er mitansehen, wie Kindersoldaten zum Kämpfen gezwungen wurden und ein kleiner Junge von einer Tretmine in Stücke gerissen wurde.
Aufgrund der tragischen und unvergesslichen Erlebnisse und der wachsenden Erkenntnis, dass ihn die Mitglieder seiner Kirchengemeinde kaum unterstützten, wandte er sich immer mehr von der Kirche ab, um freireligiös zu leben.
Kurz nach seinem Sudanbesuch gründeten er und seine Frau Lynn die Angels of East Africa (deutsch: Engel von Ostafrika), ein Kinderdorf in Südsudan. Die Organisation bietet etwa 300 Kindern ein Zuhause (Stand 2010) und kümmert sich auch um die Bildung und Erziehung der Waisen. Seit seiner Gründung wurden über 1000 Kinder aus den Kriegs- und Konfliktgebieten gerettet. Bei den Mitarbeitern der Organisation handelt es sich überwiegend selbst um Waisen und Witwen. Es ist das größte Kinderdorf in Südsudan und das einzige, das bewaffnete Hilfsmissionen direkt in das Gebiet der LRA schickt.
Childers veröffentlichte 2009 ein Buch über sein Leben. Eine deutsche Übersetzung erschien 2012 unter dem Titel Machine Gun Preacher: Die wahre Geschichte eines Predigers, der bis zum Äußersten geht, um Kinder zu retten. November 2009 trat Childers in Debra Peppers’ Fernsehshow Outreach Connection in Quincy, Illinois auf und machte publik, dass er auch in Uganda entführte Kinder zu retten versucht.

## Verfilmung
2011 veröffentlichte Relativity Media ein Biopic über Childers. Der Machine Gun Preacher betitelte Film basiert auf Childers’ Autobiografie. Das Drehbuch schrieb Jason Keller und Regie führte Marc Forster. Die Hauptrolle übernahm Gerard Butler. Weitere Darsteller waren Michelle Monaghan als Childers’ Ehefrau und Michael Shannon als sein bester Freund Donnie.

## Werke
- Machine Gun Preacher: Die wahre Geschichte eines Predigers, der bis zum Äußersten geht, um Kinder zu retten. Übersetzt von Eva Weyandt. Gerth Medien, 2012, ISBN 978-3-86591-743-0.